# 金莎
金 莎（ジン・シャー、キム・ジン）は、中国をはじめ、中華圏芸能界で活動する女性歌手・女優である。上海人であり、所属レコード会社は「海蝶音楽」(OBM)。

## プロフィール
2002年に初めて出演したドラマ『十八歳的天空』で演じた藍菲琳の役で有名になる。2003年には、OBM所属のシンガポール人歌手の阿杜が歌う「走向前」のMVに参加し、それが北京OBMの総裁であった畢暁世の評価を受けたことにより、歌手としても活動を開始。金莎は北京OBMが契約した最初の歌手となり、芸名を本名の金莎とする。同社の音楽プロデューサーは、金莎の声の心地よさと性格の清純さを感じ取り、すぐさまシンガポールの同社レッスンスクール（森林学校）に送り、特訓を受けさせた。2005年3月、兄貴分の阿杜が2005年のシンガポール観光大使に任命されると、金莎もこれに加わり、CMにも出演してシンガポール観光の広告塔を勤める。
- 2005年4月23日、ファーストアルバム『空気』を発表。半年で20万枚を売り上げ、新人歌手として人気を博す。そのアルバムの中でもとりわけ「被風吹過的夏天」がヒット。この曲は林俊傑の作曲による初のデュエット作品であるが、林俊傑は三亜市（海南省）で行われたCM撮影の合間に、金莎と談笑していてこの曲のインスピレーションを得たという。
- 2005年5月、阿杜のアジアツアー「非常阿杜コンサート」の北京公演に、林俊傑とゲスト出演を果たし、ライブで歌唱を披露。
- 2006年5月28日、セカンドアルバム『不可思議』をリリース。
- 2007年3月9日、OBMは金莎を中国大陸のみならず、台湾市場にも売り出す。そのベストアルバム『不可思議金選』には、前二作から選りすぐった楽曲が収められている。
- 2007年5月30日、サードアルバム『換季』を発表。

広告モデルとして、金莎はかつてケンタッキー・フライドチキン・キャンディー・フィルム・ビスケット・緑茶・酸酸乳（飲むヨーグルトのようなもの）・ウォールズのアイス「可愛多」などに出演している。また、最初にレコーディングが終わった『刹那間』と『第三滴眼泪』のMVは、レコード会社の総裁・畢暁世の手で広告の脚本が書かれ、広告会社に渡った。『刹那間』のMVにはNokiaの携帯電話が、『第三滴眼泪』のMVにはジュエリー店「周大福(CTF)」の商品が見られる。

## アルバム
- 2005年4月23日：『空气』

1. 空气
2. 停电
3. 爱来的时候
4. 刹那间
5. 双鱼座女孩
6. 渴望
7. 被风吹过的夏天
8. 好害怕
9. All about You
10. 第三滴眼泪

- 2006年5月28日：『不可思议』

1. 平行线
2. 不可思议
3. 失眠
4. 委屈
5. 亚森罗萍
6. 爱悄悄离开
7. 分手暂时不快乐
8. 笨蛋
9. WU LA LA
10. 雪绒花

- 2007年3月9日：『不可思议金选』

1. 不可思议
2. 被风吹过的夏天 (with 林俊杰)
3. WuLaLa
4. 空气
5. 笨蛋
6. 停电
7. 刹那间
8. 分手暂时不快乐
9. 平行线
10. All About You
11. 亚森罗萍
12. 第三滴眼泪
13. 委屈
14. 雪绒花

- 2007年5月30日：《换季》

1. 大小姐
2. 换季
3. 我的超人
4. 最后一个夏天
5. 女大十八变
6. 我介意
7. 奇怪不奇怪
8. 爱情的滋味
9. 小师妹
10. 涂鸦

## テレビドラマ
- 2002年：『十八歳的天空』
- 2002年：特別出演ドラマ『粉紅女郎』
- 2008年：『幸福的眼泪』
- 2009年：『THE MYTH/神話』

## CM
- ケンタッキー・フライドチキン
- 富士フイルム
- 康師傅・緑茶
- 蒙牛酸酸乳
- ウォールズ・可愛多（アイス）
- グリコ・ビスケット
- 大白兔・キャンディー
- 白蘭氏・チキンエッセンス

## MV
- 阿杜：「走向前」
- 林俊傑＋金莎：「被風吹過的夏天」

### 用語
- アジアン・ポップス
- C-POP
- 華流
- 台流

### 台湾の女性アイドル
- 蔡依林
- 王心凌
- 楊丞琳
- 張韶涵
- S.H.E
- ビビアン・スー
- インリン・オブ・ジョイトイ